# Lindenau (Oberlausitz)
Lindenau (sorbisch Lipina) ist eine Gemeinde im südbrandenburgischen Landkreis Oberspreewald-Lausitz. Sie gehört zum Amt Ortrand.

## Geografie
Lindenau ist die westlichste Gemeinde der Oberlausitz an der Grenze zum Schraden. Sie liegt am Kalmusteich, westlich des Ortes fließt die Pulsnitz. Nördlich liegt die Gemeinde Tettau und im Nordosten die Gemeinde Frauendorf. Im Südosten grenzt Lindenau an die Stadt Ortrand mit Burkersdorf. Südlich liegt die Gemeinde Großkmehlen mit dem Gemeindeteil Frauwalde. Im Westen grenzt Lindenau an die Gemeinden Großthiemig und Schraden, die bereits zum Landkreis Elbe-Elster gehören.

## Gemeindegliederung
Lindenau verfügt über keine Ortsteile, bewohnten Gemeindeteile oder Wohnplätze.

## Geschichte

Lindenau auf einer geschichtlichen Karte des Kreises Liebenwerda (1910).

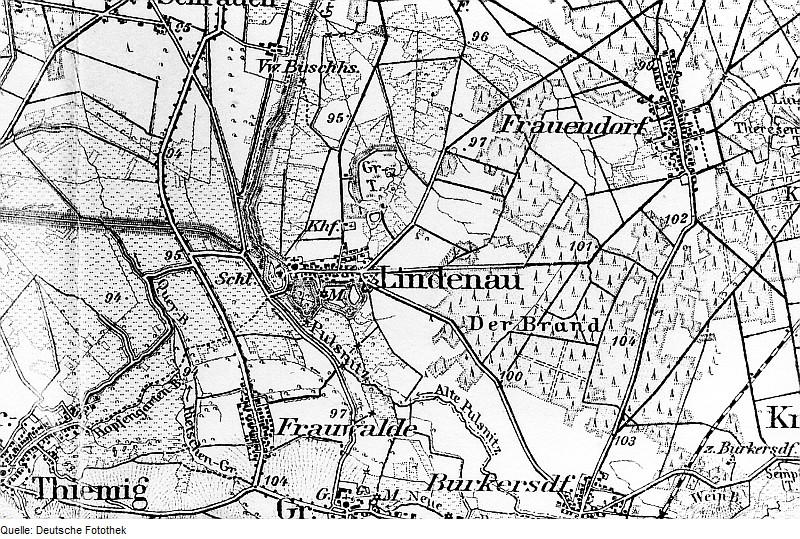
Lindenau in einer Karte aus dem Jahr 1922

Der Ort Lindenau ist vermutlich um 1200 entstanden. In dieser Zeit wurde die Gegend zwischen Schwarzer Elster und Pulsnitz entwässert und das Dorf Lindenau gegründet. Im Jahr 1346 tauchte Lindenau in einem ersten Schriftstück als selbstständiges Pfarramt auf. 1392 gehörte Lindenau zum Gau Milzemie. Es ist wahrscheinlich, dass Gut und Dorf im von den Rittern von Lindenau, die zum Adel der damaligen Mark Meißen zählten, als Straßendorf gegründet wurden. Die Anlage des Dorfes, die auf eine germanische Niederlassung hinweist, unterstützt diese Annahme. Als Wappen und Siegel diente ein Baum (Linde). Der Ortsname entwickelte sich von Lindenaw 1495 über Lyndenaw 1498 und 1551 zu Lindenau.
Im Jahr 1881 vernichtete ein Großbrand das alte Lindenau, das aus schilfbedeckten Häusern bestanden hatte. Bauernhäuser aus Stein und im ländlichen Jugendstil der Jahrhundertwende prägten danach den Dorfkern. Durch das Auffinden von Braunkohle bei Lauchhammer ab 1900, die damit verbundene Industrialisierung und die Ansiedlung von Familien aus den ehemaligen deutschen Gebieten östlich der Oder-Neiße-Grenze nach 1945 stieg die Einwohnerzahl auf fast das Doppelte.
Verwaltungsgeschichte
Durch den Wiener Kongress 1815 kam Lindenau, das bis dahin zum Kurfürstentum und späteren Königreich Sachsen gehörte, an das Königreich Preußen. Die Gemeinde wurde Teil des Landkreises Hoyerswerda der Provinz Schlesien. Lindenau war damit der westlichste Ort Schlesiens. Da der Landkreis westlich der Oder-Neiße-Linie lag, wurde er 1945 Teil der sowjetischen Besatzungszone und in das Land Sachsen eingegliedert. Im Jahr 1952 kam Lindenau zum neugegründeten Kreis Senftenberg im DDR-Bezirk Cottbus (1990–1993 im Land Brandenburg). Seit der Kreisreform 1993 liegt die Gemeinde im Landkreis Oberspreewald-Lausitz.
Am 19. Mai 1974 wurde Lindenau gemeinsam mit dem benachbarten Frauendorf nach Tettau eingemeindet. Am 6. Mai 1990 wurden beide wieder aus Tettau ausgegliedert und eigenständige Gemeinden. Seit 1992 gehörten sie zum Amt Ortrand.

## Bevölkerungsentwicklung
| Jahr | Einwohner |
| ---- | --------- |
| 1875 | 450       |
| 1890 | 480       |
| 1910 | 600       |
| 1925 | 663       |
| 1933 | 670       |
| 1939 | 690       |

| Jahr | Einwohner |
| ---- | --------- |
| 1946 | 0 867     |
| 1950 | 0 909     |
| 1964 | 1 015     |
| 1971 | 1 032     |
| 1981 | 0 876     |
| 1985 | 0 880     |

| Jahr | Einwohner |
| ---- | --------- |
| 1990 | 887       |
| 1995 | 873       |
| 2000 | 800       |
| 2005 | 773       |
| 2010 | 729       |
| 2015 | 741       |

| Jahr | Einwohner |
| ---- | --------- |
| 2020 | 732       |
| 2021 | 741       |
| 2022 | 747       |
| 2023 | 755       |
| 2024 | 744       |

Gebietsstand des jeweiligen Jahres, Einwohnerzahl: Stand 31. Dezember (ab 1991), ab 2011 auf Basis des Zensus 2011, ab 2022 auf Basis des Zensus 2022

## Politik

### Gemeindevertretung
Die Gemeindevertretung von Lindenau besteht aus zehn Gemeindevertretern und der ehrenamtlichen Bürgermeisterin. Die Kommunalwahl am 9. Juni 2024 führte bei einer Wahlbeteiligung von 84,0 % zu folgendem Ergebnis:
| Partei / Wählergruppe          | Stimmenanteil | Sitze |
| ------------------------------ | ------------- | ----- |
| Freie Wählergruppe Lindenau    | 37,8 %        | 4     |
| CDU                            | 36,5 %        | 4     |
| Einzelbewerberin Anke Boeltzig | 13,2 %        | –     |
| AfD                            | 12,4 %        | 1     |

Der Stimmenanteil der Einzelbewerberin Anke Boeltzig entspricht einem Sitz; da sie auch zur Bürgermeisterin gewählt wurde bleibt dieser Platz in der Gemeindevertretung unbesetzt.

### Bürgermeister
- 1998–2008: Manfred Grafe[9]
- 2008–2019: Jürgen Bruntsch (CDU)[10]
- 2019–2024: Ralf Herrmann (Freie Wählergruppe Lindenau)
- seit 2024: Anke Boeltzig (Einzelbewerberin)

Boeltzig wurde bei der Bürgermeisterwahl am 9. Juni 2024 mit 57,8 % der gültigen Stimmen für eine Amtszeit von fünf Jahren gewählt.

### Wappen
Das Wappen wurde am 2. März 2000 genehmigt.
Blasonierung: „Unter blauem Zinnenschildhaupt in Gold eine blaue Wellenleiste überdeckt von dem Stamm einer bewurzelten schwarzen Linde mit grünen Blättern.“

## Sehenswürdigkeiten

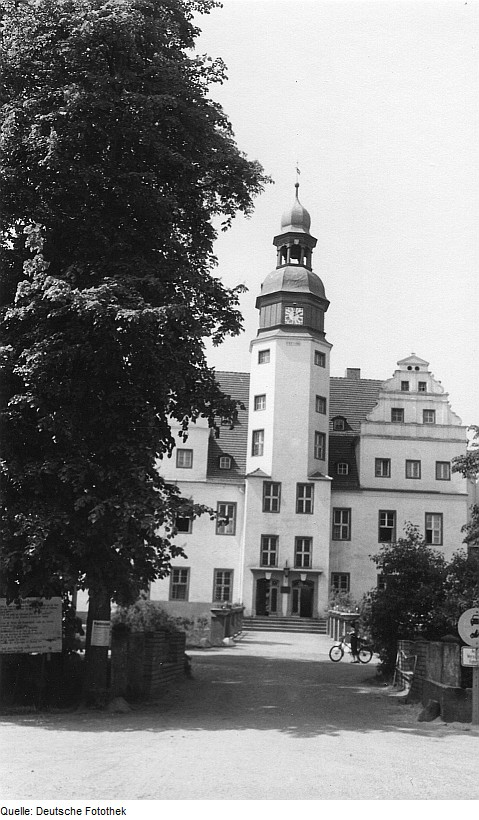
Schloss Lindenau (1988)

### Schloss Lindenau
Das Lindenauer Schloss liegt am westlichen Ortsrand der Gemeinde (Platz der Einheit). Es ist auf der Eingangsseite im Renaissancestil errichtet, die Parkseite präsentiert sich als dreiflügelige Barockanlage. Es verfügt über ein Torhaus mit Mansardwalmdach und Dachreiter sowie über eine Schloss- und Dorfkirche. Ein Wassergraben umgibt das Gebäude. Auf dem Schlossturm sitzt eine barocke Haube.
Das Schloss wurde 1584 von Loth Gotthard von Minckwitz (1611–1678) vermutlich auf den Fundamenten einer alten Wasserburg errichtet. Nach dem Dreißigjährigen Krieg erfolgte 1690 der Bau des Torhauses, das dem Schloss den Charakter einer Burg verlieh. Der Barockgarten wurde ab 1736 von Familie von Gersdorff angelegt. Bereits 1744 erwarb der sächsische Minister Heinrich Graf von Brühl das Schloss. Im Jahr 1833 verkauften dessen Nachkommen, seine vier Söhne, das Herrenhaus mit Gut an Rochus Ernst zu Lynar (gräfliche Linie), durch Heirat kam das Schloss 1917 an die Fürsten zu Lynar. 1920 wurde das Schloss um zwei neobarocke Seitenflügel erweitert.
1945 wurde die Fürstenfamilie enteignet. Das Gebäude diente anschließend der Lehrerausbildung, 1953 bis 1998 wurde es als Kinderheim genutzt. Das Schloss Lindenau wurde 1998 an das Berliner Seniorenheimbetreiber-Unternehmen ProCuro GmbH verkauft, die beabsichtigte Einrichtung einer Seniorenresidenz im Schloss ließ sich jedoch nicht realisieren, das Gebäude stand seitdem leer. Bereits 2008 hatte der Eigentümer den baldigen Beginn von Restaurierungsarbeiten am Schloss angekündigt mit dem Ziel, die für die Nutzung als Kinderheim ausgeführten baulichen Veränderungen zu entfernen und den Urzustand wiederherzustellen. An die Schlossanlage schließt sich ein 23 Hektar großer englischer Landschaftspark an, der in seinen wesentlichen Grundzügen um 1881 entstand.

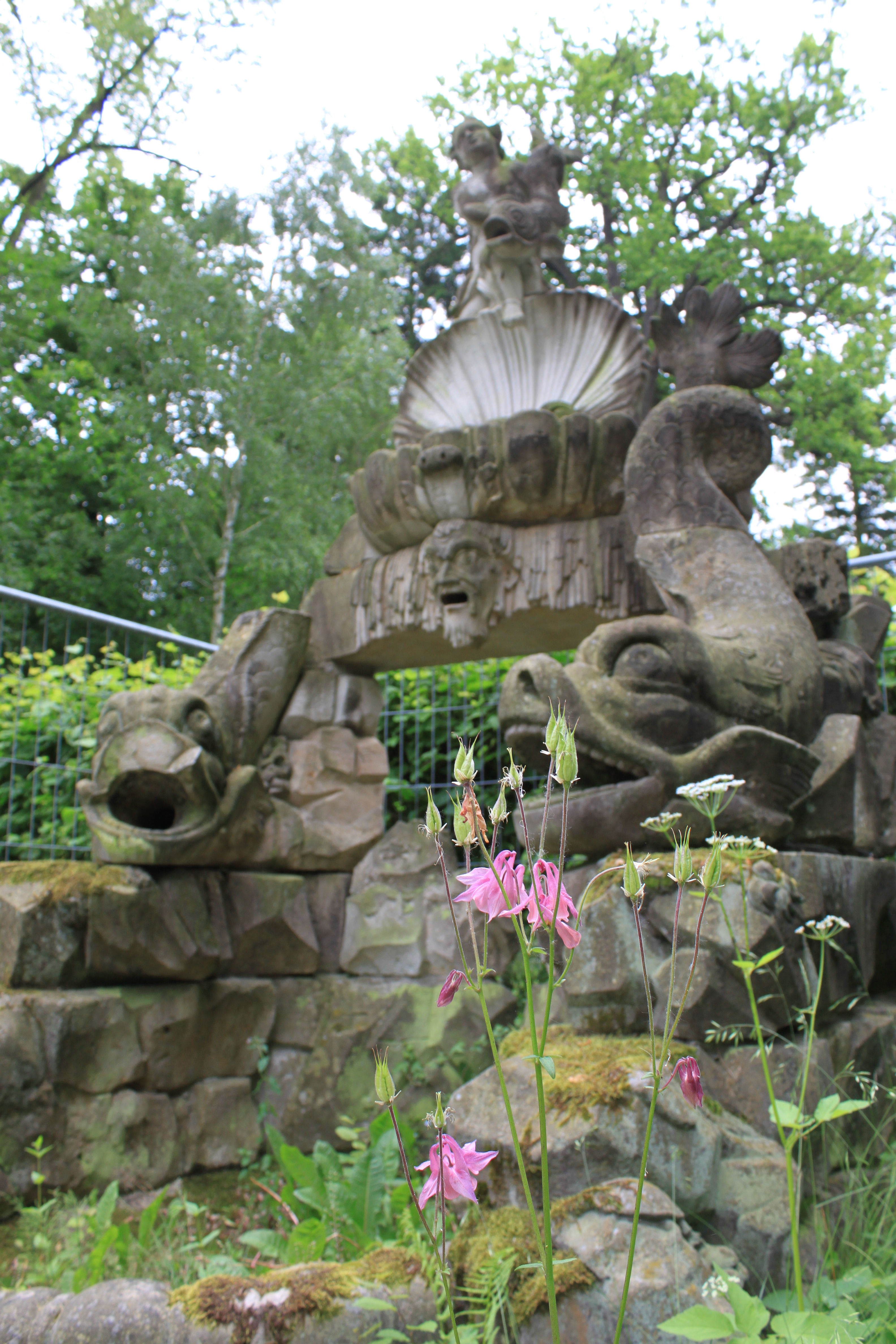
Brunnen im Park
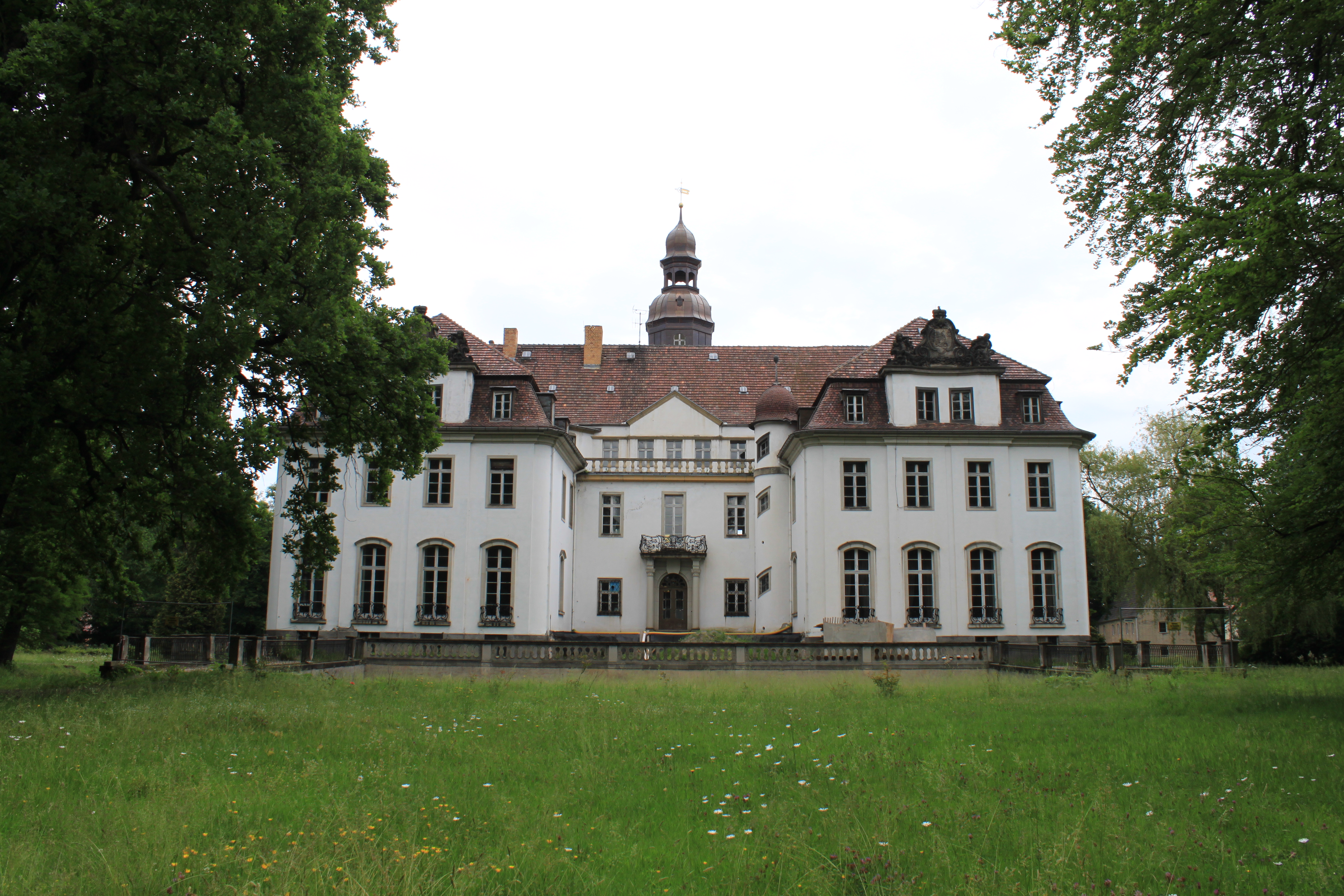
Schloss
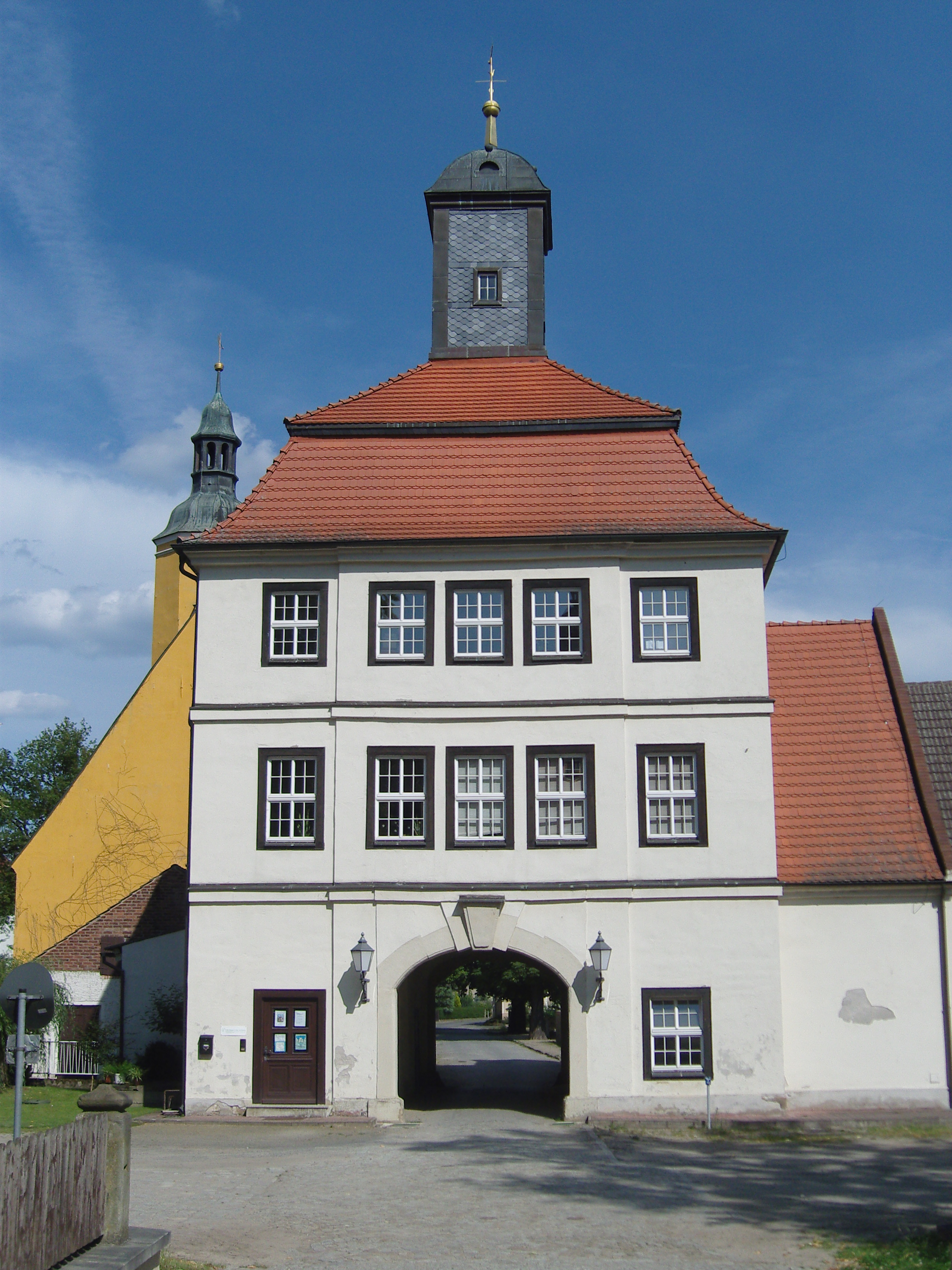
Torhaus

### Schlosskirche

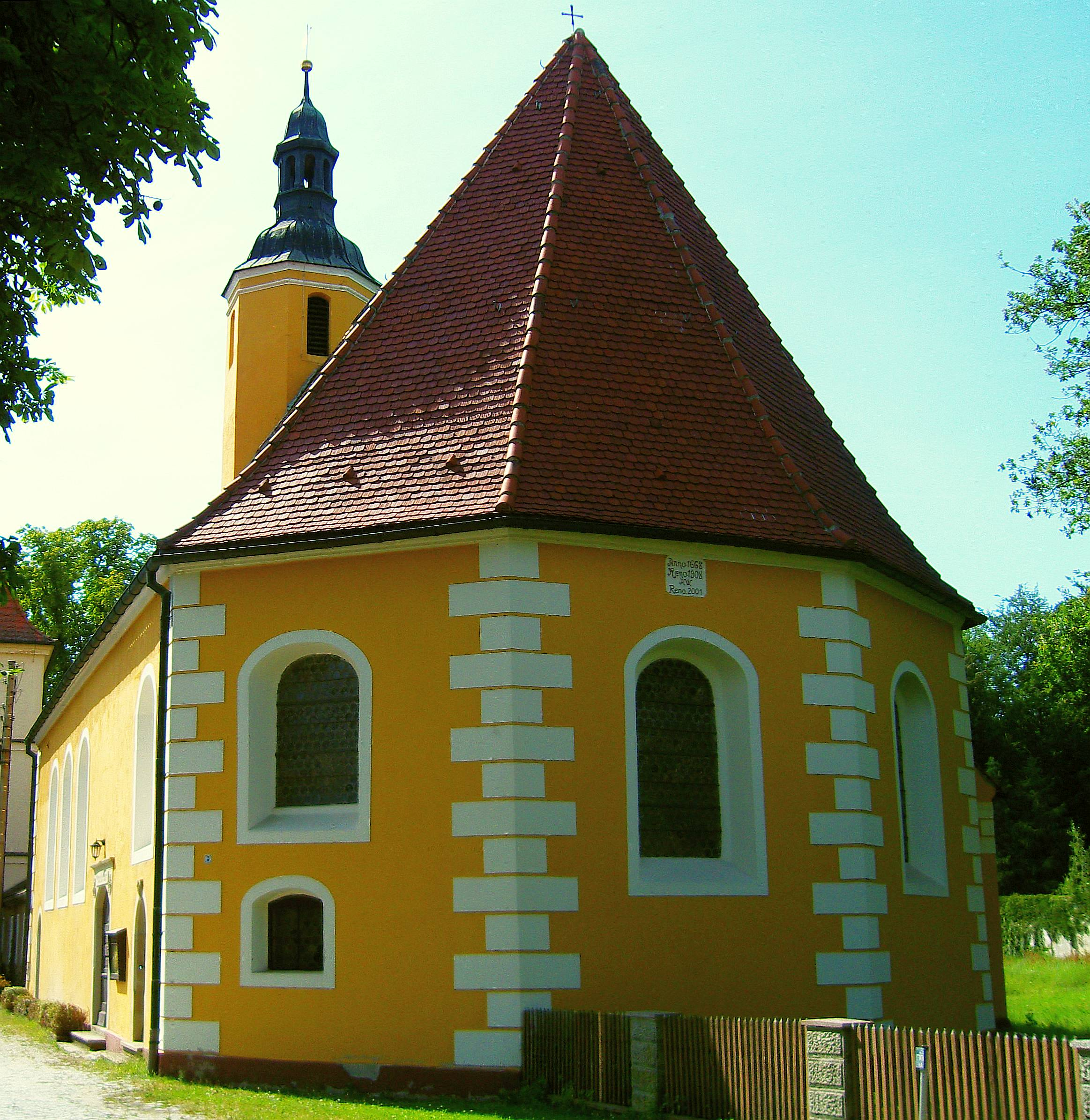
Schlosskirche Lindenau

Die Lindenauer Schlosskirche ist ein in seiner heutigen Form weitgehend im 17. Jahrhundert entstandenes Bauwerk, das sich im Bereich des örtlichen Schlosses östlich des ebenfalls unter Denkmalschutz stehenden Torhauses befindet. Sie ist damit die westlichste Kirche auf dem Gebiet der Oberlausitz. Umfangreiche Restaurierungsarbeiten an der Kirche fanden im Jahre 1908 statt. In ihrem Inneren finden sich unter anderem eine aus dem Jahre 1635 stammende Kanzel sowie eine Orgel, die vom Meißner Orgelbauer Friedrich Wilhelm Pfützner geschaffen wurde.
Schloss und Park gehören wie die Kirche zu den Baudenkmalen in Lindenau. Die Bodendenkmale des Ortes sind in der Liste der Bodendenkmale in Lindenau (Oberlausitz) aufgeführt.

## Wirtschaft und Infrastruktur
Lindenau besaß ein voll erschlossenes Gewerbegebiet, das per Ende 2010 zu einem Solarpark mit einer Leistung von 2.700 kWp umgebaut wurde.
Verkehr
Die Gemeinde liegt an der Kreisstraße K 6607 zwischen Lauchhammer und Ortrand. Östlich des Ortes verläuft die Bundesautobahn 13 Berlin–Dresden, die über die Anschlussstelle Ortrand erreicht werden kann.

## Persönlichkeiten
Lindenau ist eng mit dem in Mückenberg (heute Lauchhammer-West) geborenen Maler Walter Besig (1869–1950) verbunden. Der als „Schradenmaler“ bekannt gewordene Besig lebte bis zu seinem Tod in Lindenau. Anlässlich seines 50. Todestages wurde vom Heimatverein Lindenau ein Gedenkstein errichtet. Besig ist auf dem Lindenauer Friedhof begraben. Seine Grabstätte befindet sich heute auf der örtlichen Denkmalliste.

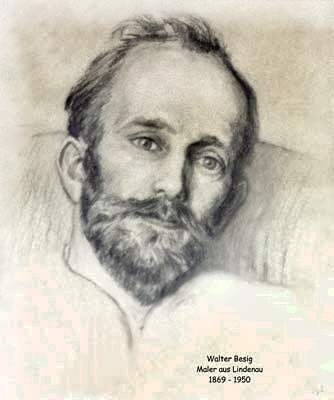
Walter Besig auf einem von seiner Frau Mary Lloyd († 1910) gemalten Porträt
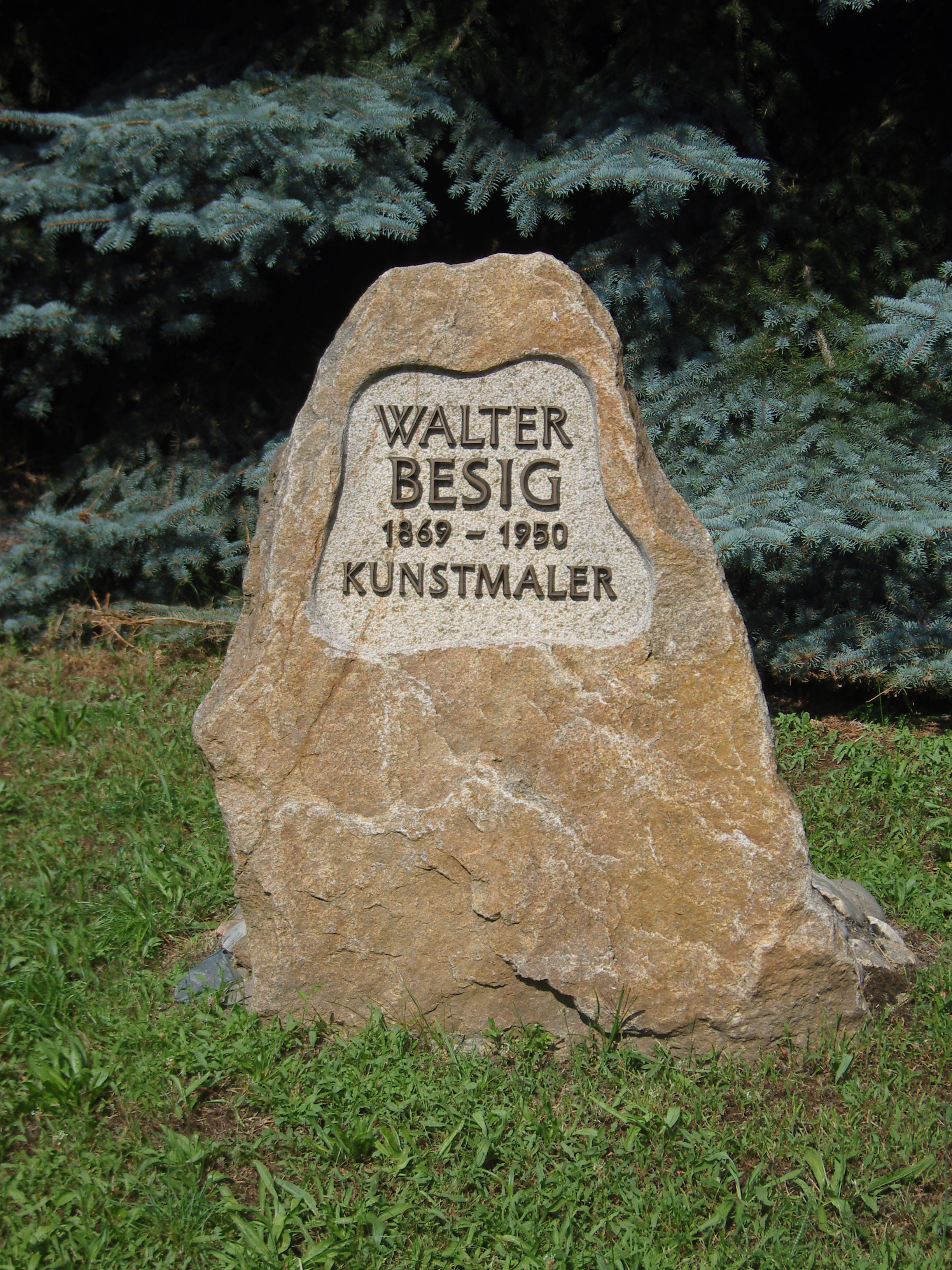
Walter-Besig-Gedenkstein

- Oskar Kaubisch (17.12.1882 in Lindenau, gest. 10.12.1959 in Bautzen). Geboren als Sohn eines Land- und Gastwirtes in Lindenau. Nach Tod der Eltern ab 1886 bei einer Tante in Skassa aufgewachsen und dort die Dorfschule besucht. 1897–1903 Ausbildung zum Lehrer in Dresden-Neustadt. Hilfslehrer in Schönefeld bei Leipzig. 1906–1909 Studium in Leipzig (Geschichte, Pädagogik, Turnen, Erdkunde). Ab 1909 Lehrer in Bautzen. 1915 Oberlehrer. 1920 Studienrat in Bautzen. Lehrer, Studienrat, Fotograf, Heimatforscher, Autor von heimatgeschichtlichen Zeitungsartikeln (teilweise zusammen mit dem Diplom-Markscheider Otto Apel), 1926 ansässig in Bautzen und Studienrat, 1926 beteiligt an unterirdischen Forschungsarbeiten in Glauchau, Mitbegründer der „Sächsischen Landesbildstelle“ (in Chemnitz 1924) aus der die Deutsche Fotothek entstehen wird. Nach 1945 freischaffender Fotograf in Bautzen („Werkstatt für wissenschaftliche Fotografie“). Nachlass als „Oskar Kaubisch-Stiftung“ im Stadtmuseum Bautzen. Er war Mitglied der NSDAP sowie in einem Denkmalpflegeausschuß der Stadt Bautzen.[22][23]